# Kielstaartleguaan
De kielstaartleguaan (Tropidurus hispidus) is een hagedis uit de familie kielstaartleguaanachtigen (Tropiduridae).

## Naam en indeling
De wetenschappelijke naam van de soort werd in 1825 als Agama hispida gepubliceerd door Johann Baptist von Spix.

### Synoniemen
- Agama nigrocollaris Spix, 1825
- Agama cyclurus Spix, 1825
- Ecphymotes torquatus Duméril & Bibron, 1837 (voor een deel)
- Taraguira smithii Gray, 1845
- Proctotretus toelsneri Berthold, 1859
- Trachycyclus superciliaris Günther, 1861
- Tropidurus macrolepis Reinhardt & Lütken, 1861[4]

## Uiterlijke kenmerken
De rug is donkerbruin of zwart, de onderzijde wit en hij heeft een zwarte halsband. De lichaamslengte bedraagt 13 tot 18 centimeter inclusief de staart. De staart is langer dan het lichaam.

## Leefwijze
Deze soort is een terrestrisch levende leguaan. Zijn voedsel bestaat uit insecten en spinnen. Zijn vijanden zijn roofvogels, slangen en grotere hagedissen. Hij heeft een afgeplatte vorm, zodat hij gemakkelijk kan wegkruipen in rotsspleten en kieren.

## Voortplanting

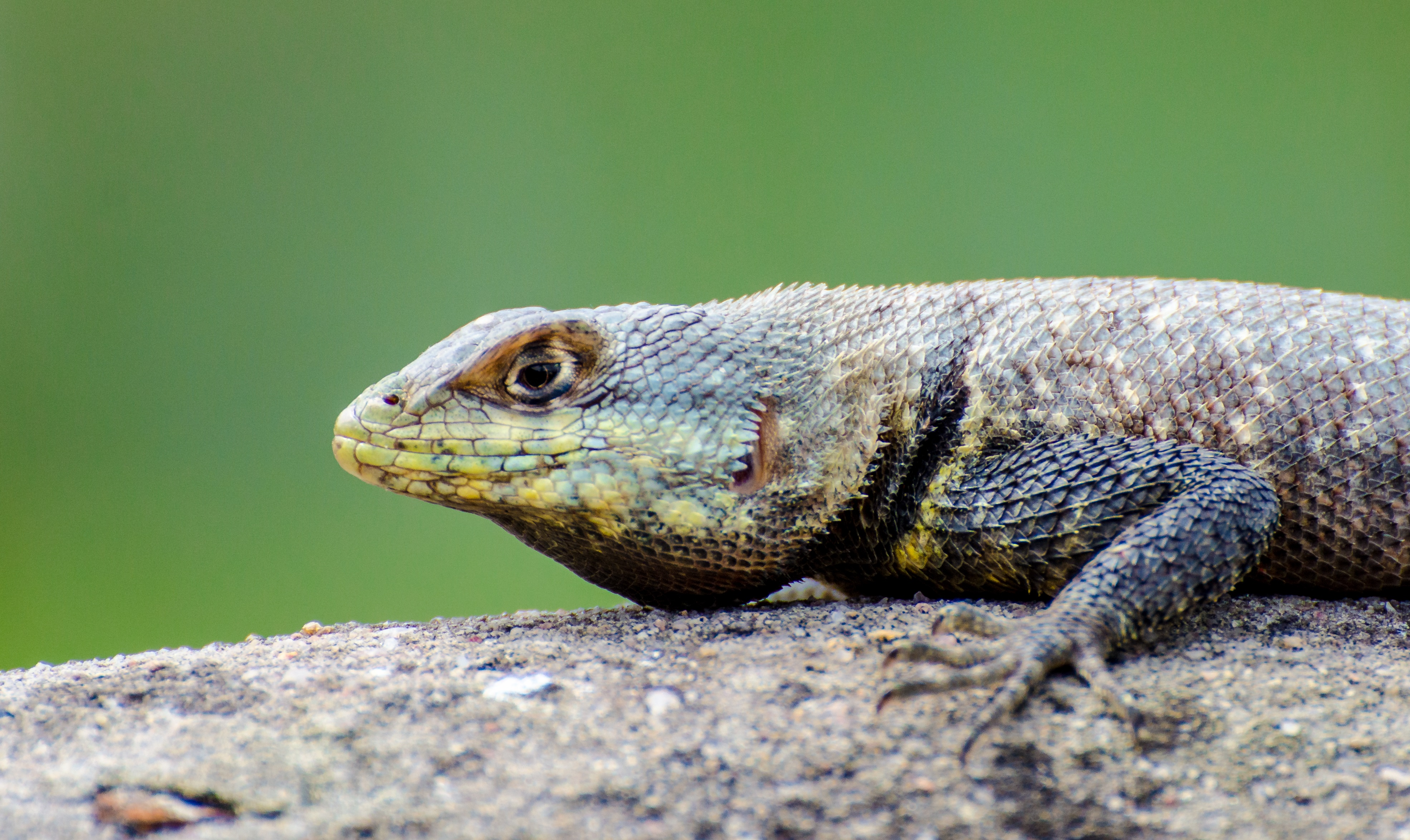
Kopprofiel

Een legsel bestaat meestal uit 4 tot 6 eieren. Het vrouwtje kan jaarlijks 3 of meer legsels produceren.

## Verspreiding en habitat
Deze soort komt voor in delen van noordelijk Zuid-Amerika en leeft in de landen Brazilië, Frans-Guyana, Guyana, Suriname en Venezuela.
De habitat bestaat uit open gebieden, zoals rotsachtige streken, savannen langs de kust en oevers van rivieren. Er is een grote tolerantie voor door de mens aangepaste streken zoals muren, hekken en verlaten gebouwen.

## Beschermingsstatus
Door de internationale natuurbeschermingsorganisatie IUCN is de beschermingsstatus 'veilig' toegewezen (Least Concern of LC).